# براندون باکلی
براندون باکلی (انگلیسی: Brandon Buckley؛ زادهٔ ۲۱ سپتامبر ۲۰۰۰) بازیکن فوتبال اهل بریتانیا است.
از باشگاه‌هایی که در آن بازی کرده‌است می‌توان به باشگاه فوتبال کلیتورپس تاون و باشگاه فوتبال گریمزبی تاون اشاره کرد.